# Blot-Sven di Svezia
Blot-Sven, o Sven il Sacrificatore (... – 1087), fu re di Svezia dal 1084 al 1087. Succedeva al cognato Ingold I, di fede cristiana e che aveva rifiutato di offrire sacrifici nel tempio di Uppsala. Poiché Sven non viene citato nell'elenco di re della Västgötalagen si suppone che non ebbe potere sul Västergötland.

## Biografia
Sven succedette al cognato cristiano Ingold I. Ingold si era rifiutato di offrire sacrifici pagani, i cosiddetti blótar, e vietava al popolo di seguire le antiche usanze, diversamente dal padre Stenkil. Il popolo reagì violentemente alla proibizione e costrinse Ingold a sacrificare e onorare gli dèi oppure ad abdicare. Quando Ingold dichiarò che mai avrebbe abbandonato la fede in Cristo, il popolo lo colpì con le pietre e lo cacciò. Ingold venne esiliato nel Västergötland. Sven divenne il nuovo re.
La saga islandese Hervar saga racconta che:
(Hervarar saga ok Heiðreks. XVI capitolo)
Secondo alcune fonti, Blot sarebbe stato figlio del re cristiano Haakon il Rosso. Questa supposizione sembra infondata, in quanto se ciò fosse vero la sposa di Blot sarebbe stata sua zia. Altre fonti affermano che Sven fosse figlio di un nobile di Östergötland, forse un parente di re Sverker I di Svezia. Probabilmente nacque intorno al anno 1050 e sposò una figlia di Stenkil. Date queste premesse, per Sven fu facile farsi accettare come nuovo re. La Hervar saga continua dicendo:
(Hervarar saga ok Heiðreks. XVI capitolo)
Da questo sacrificio deriva il soprannome di Sven, Blot-Sven. Egli non fu riconosciuto come re nel Västergötland, regione abitata da Cristiani e dove Ingold aveva cercato rifugio. Probabilmente la causa era anche che il Västergötland era abitato da Gautar che non volevano riconoscere il potere degli Svíar. Allora la Svezia era infatti divisa tra le stirpi di Goti e Sueoni.
Il regno di Sven non era destinato a durare. Ingold, deciso a vendicarsi, ordinò di ucciderlo. Le fonti forniscono versioni leggermente differenti dei fatti, ma entrambe concordano che Sven regnò per tre anni e che nel 1087 seguaci di Ingold appiccarono il fuoco alla casa di Sven. Questo metodo di uccidere il nemico, molto comune in Scandinavia, era detto hús-brenna. Così la Hervar saga:
(Hervarar saga ok Heiðreks)
Nella Orkeyinga saga invece Sven trova la morte direttamente nell'incendio.

## Discendenza
Si è tentato di collegare a Sven tre possibili figli, dei quali peraltro non sappiamo nulla. Probabilmente sua moglie fu una figlia di Stenkil, Helena.
- Erik Årsäll
- Cecilia Svensdotter
- Ulf, jarl di Carlo VII di Svezia. Viene citato in una lettera del 1161, ma di lui è impossibile ricostruire le relazioni familiari.

## Successione
Dopo che Ingold fece uccidere Sven, ritornò a Uppsala per farsi accettare come re. Ma è possibile che non tutti lo accolsero. Snorri Sturluson, nella Heimskringla, dice perfino che Blot-Svein ebbe un successore pagano, Erik Arsall:
(Snorri Sturluson, Heimskringla: Saga di Sigurd il Crociato e dei suoi fratelli Eysteinn e Olaf)
La veridicità di Erik è stata messa in dubbio. Il paganesimo era ormai in declino e il Cristianesimo stava prendendo piede in tutta la Scandinavia.